# La coda del diavolo (film 1986)
La coda del diavolo è un film del 1986, diretto da Giorgio Treves.

## Trama
In un lazzaretto arriva un gruppo di malati di sifilide. Il medico del posto è attratto da una delle nuove arrivate.

## Riconoscimenti
- David di Donatello 1987
  - miglior regista esordiente